# Jeżoskórka ostrołuskowa

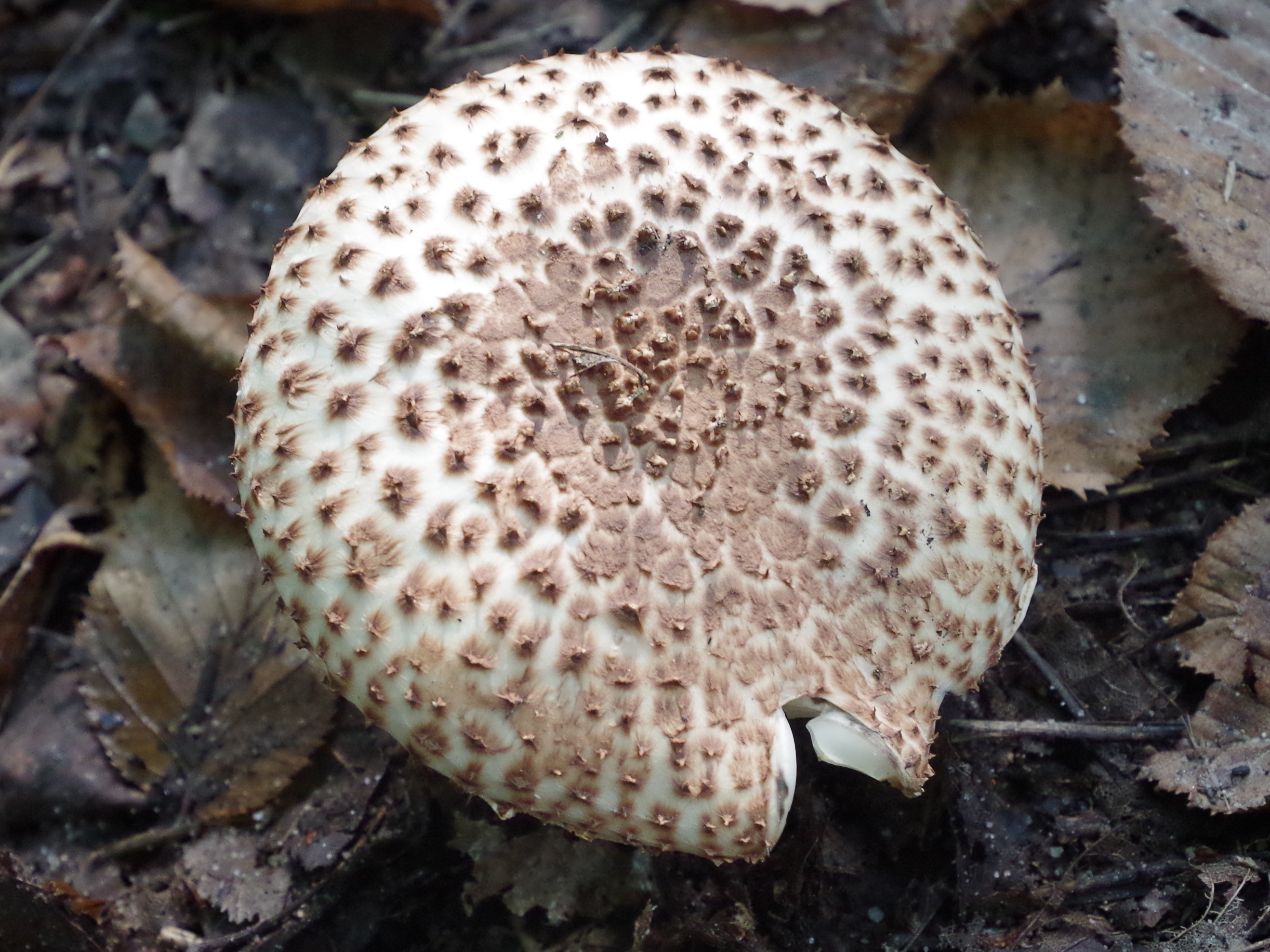

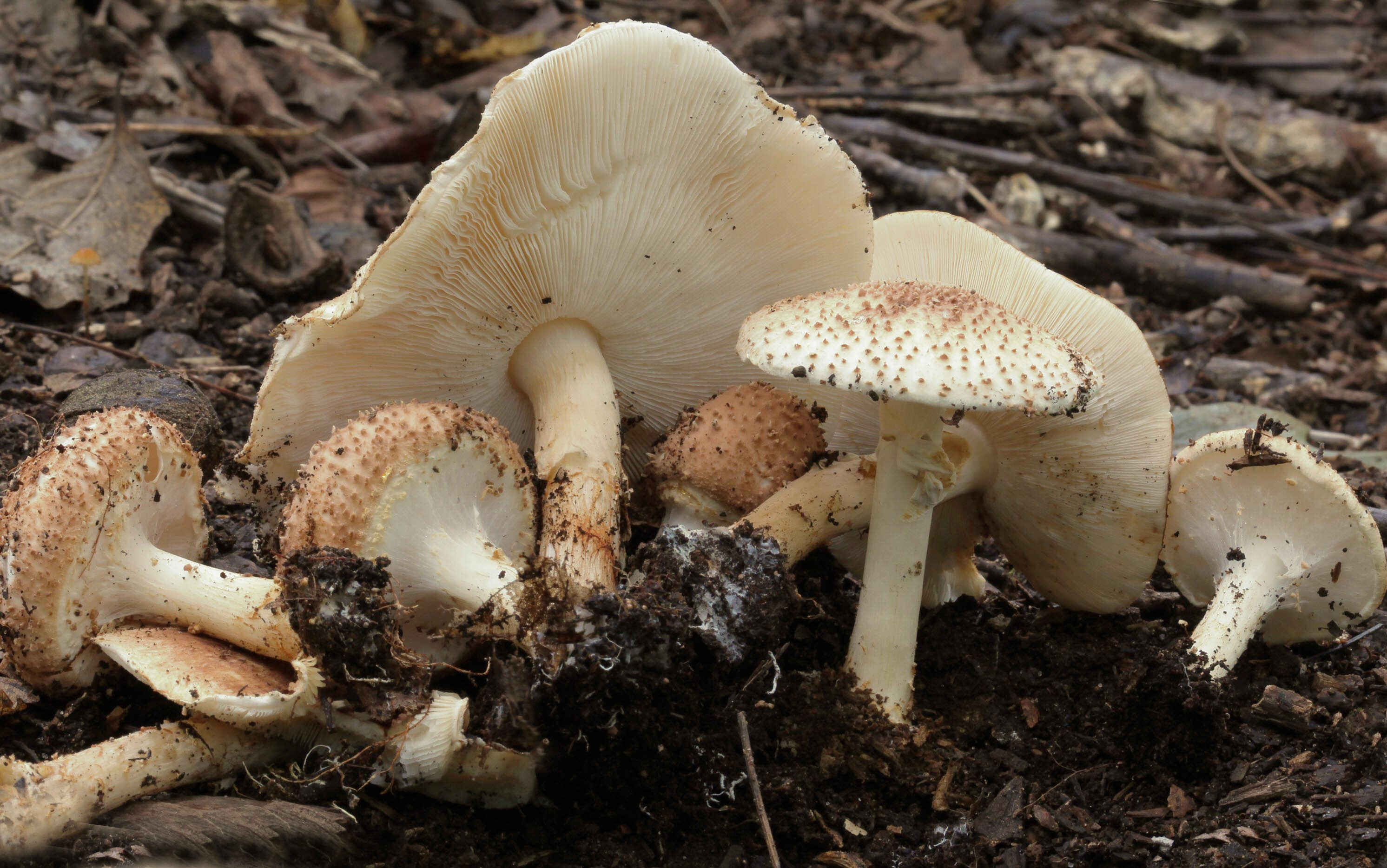

Jeżoskórka ostrołuskowa (Echinoderma asperum (Pers.) Bon) – gatunek grzybów z rodziny pieczarkowatych (Agaricaceae).

## Systematyka i nazewnictwo
Pozycja w klasyfikacji według Index Fungorum: Echinoderma, Agaricaceae, Agaricales, Agaricomycetidae, Agaricomycetes, Agaricomycotina, Basidiomycota, Fungi.
Po raz pierwszy popisał go Christiaan Hendrik Persoon w 1793 r. jako Agaricus asper (gatunek pieczarki). Później przez różnych autorów zaliczany był do wielu jeszcze rodzajów. m.in. Amanita (muchomor), Cystolepiota (czubniczka), Lepiota (czubajeczka), Macrolepiota (czubajka). Obecnie ma ponad 40 synonimów łacińskich. Za prawidłową uznaje się diagnozę podaną przez Marcela Bona w 1991 r., który zaliczył ten takson do rodzaju Echinoderma.
Nazwę polską czubajka ostrołuskowata podał Feliks Teodorowicz w 1933 r., Władysław Wojewoda w 2003 r. zaproponował nazwę czubajeczka ostrołuskowa. Po przeniesieniu gatunku do rodzaju Echinoderma obydwie nazwy polskie stały się niezgodne z nazwą naukową. Nazwę „jeżoskórka ostrołuskowa” w 2015 r. zaproponowała grupa mykologów w publikacji Karasińskiego i in., a jej używanie Komisja ds. Polskiego Nazewnictwa Grzybów Polskiego Towarzystwa Mykologicznego zarekomendowała w 2021 r.

## Morfologia
Kapelusz
Ma średnicę od 5 do 12 cm. Młody ma kształt dzwonkowaty do wypukłego, później płasko rozpostarty. U starych owocników pośrodku wklęsły, mięsisty, koncentrycznie pokryty czarniawobrązowymi odstającymi łuskami, które odpadają. Kolor brązowy, pośrodku ciemniejszy. Na środku kapelusza znajdują się czarnobrązowe spiczaste i odstające łuski, które u starszych owocników odpadają.
Blaszki
Gęste, białe do kremowych, na końcach rozwidlone.
Trzon
Wysokości od 4 do 8 cm, średnica od 0,7 do 1,5 cm. Jest cylindryczny, u podstawy bulwiasto rozszerzony, twardy i zwarty. Początkowo pełny, później pusty, w dolnej części brązowy włóknisty do łuseczkowatego. Szeroki błoniasty pierścień u dojrzałych okazów zwisający, postrzępiony, białawy z wierzchu, od spodu brązowawy.
Miąższ
W kapeluszu miękki, w trzonie dosyć łykowaty, białawy. Ma przenikliwy nieprzyjemny „korzenny” zapach (jak tęgoskór cytrynowy Scleroderma citrinum) i kwaśny smak.
Wysyp zarodników
Biały.
Cechy mikroskopowe
Zarodniki długo eliptyczne, gładkie, o rozmiarach 6,5-11 × 2–3,5 μm, słabo amyloidalne. Cheilocystidy elipsoidalne lub prawie okrągłe, o rozmiarach do około 30 × 15 μm. Pleurocystyd brak.
Gatunki podobne
Najbardziej podobna jest jeżoskórka ciernista (Echinoderma echinaceum), która różni się trzonem pokrytym ostrymi łuseczkami (pod pierścieniem) i jest mniejsza.

## Występowanie i siedlisko
Na półkuli północnej jest szeroko rozprzestrzeniony, występuje w Ameryce Północnej, Europie i Azji, na południowej tylko w południowej części Ameryki Północnej i w Australii.
Naziemny saprotrof. Rośnie w lasach iglastych i liściastych, w parkach, zaroślach i ogrodach. Lubi cieniste i wilgotniejsze miejsca. Owocniki wytwarza od sierpnia do października.

## Znaczenie
Grzyb lekko trujący, wywołujący wymioty i biegunki.